# 美國遊說

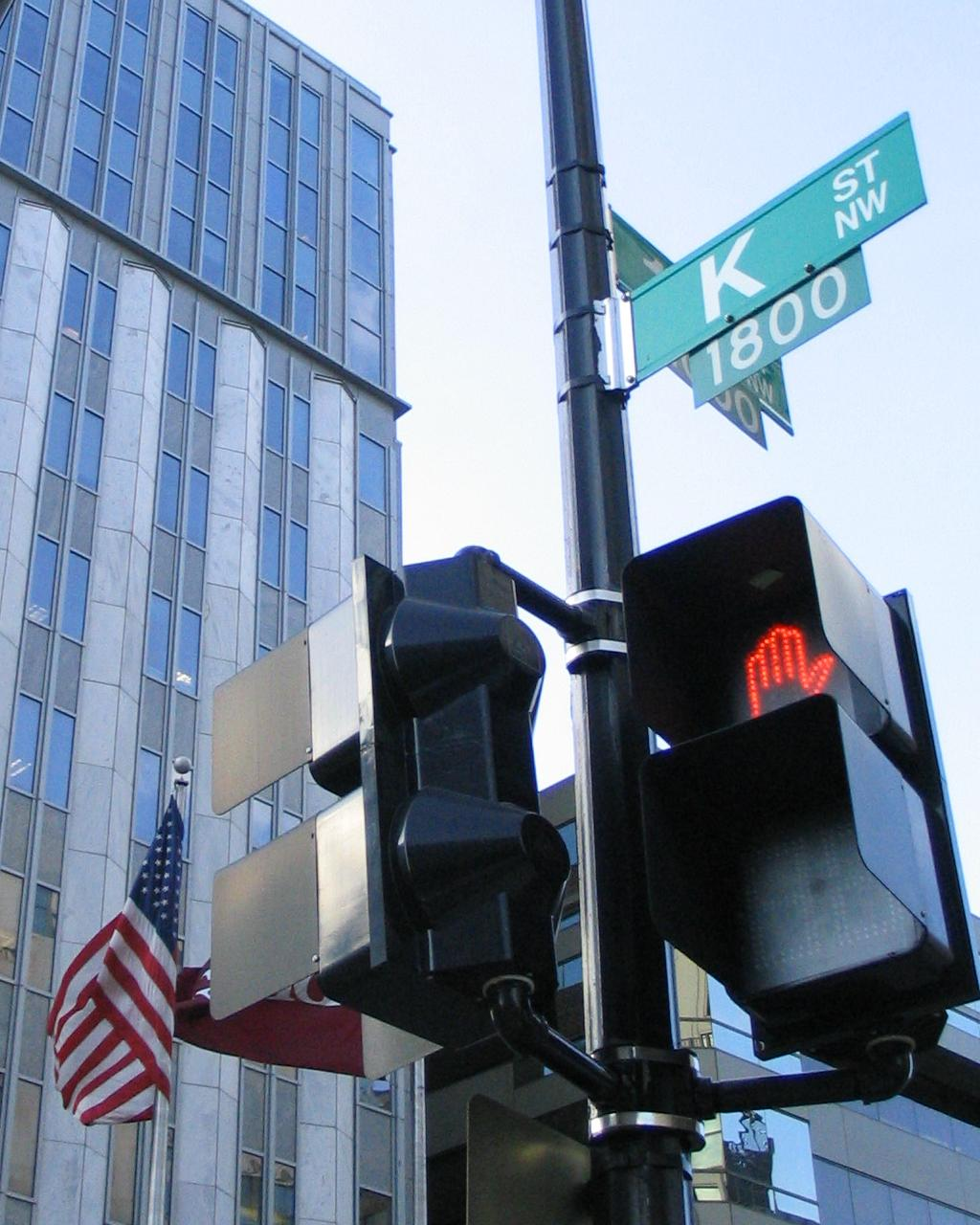
位於美國華盛頓特區的第19大街的K街。這裡是許多“K街說客”和律師行的辦公所在地。

美國遊說（英語：Lobbying in the United States）指的是美國的特殊利益集團僱傭人脈廣泛的專業倡導者——通常是律師——在美國國會等決策機構為特定立法進行論證、爭辯等有償活動。這是一個極具爭議的現象，美國民眾及新聞記者常以負面眼光看待此事， 一些評論家將此描述為合法的賄賂、權力尋租及敲詐勒索。 雖然遊說活動受到廣泛而複雜的規則約束，如果不遵守這些規則將由可能導致監禁等懲處；但是法院的裁決已經將遊說活動解釋為受《美國憲法》“第一修正案”所保護的兩項自由，即：言論自由和集會自由。自1970年代以來，美國的遊說活動在遊說從業人數和遊說預算規模等方面大幅增長，並成為許多人批評美國統治方式的焦點。
由於遊說活動需要大量披露，因此在公共領域有大量的信息涉及到遊說活動的實體、方式、對象及預算等。目前的情況表明，大部分的遊說活動主要由公司進行，其中也出現了不少代表各種族群利益的聯盟。遊說活動發生在各級政府，可以是聯邦、州、縣、市和地方政府。在華盛頓特區，遊說活動主要針對國會議員，但也一直在努力影響政府機關官員和最高法院的任命。遊說可以對政治制度產生重要影響； 例如，2014年的一項研究表明，特殊利益遊說增強了精英群體的權力，並且是將國家政治結構轉向寡頭政治的一個因素，在這種寡頭政治中，普通公民“幾乎沒有或極少有獨立影響力”。
在華盛頓哥倫比亞特區從事遊說活動的從業者超過12,000人，但大部分的遊說活動卻由不到300家公司負責處理且公司間的人員流動率較低。 根據《國家》在2014年的一份調查顯示，雖然2013年的註冊說客人數只有12,281人，相較於2002年有所下降。但遊說活動卻在增加並“轉入地下”，因為說客使用“越來越複雜的策略”來掩蓋他們的活動。分析師詹姆斯·瑟伯估計遊說業的實際從業人數在10萬以上，而年產值在90億美元規模。 華爾街曾花費20億美元來試圖影響2016年總統大選。
遊說一直是各個領域學術研究的主題，包括法學、公共政策學、經濟學，甚至營銷策略學。

## 整體概況
政治學家托馬斯·戴伊曾經說過，政治就是爭奪稀缺的政府資源；誰在何時何處因何原因而又以何方法獲得它。 由於政府負責在美國如此複雜的經濟體中制定規則，因此受這些規則影響的各種組織、企業、個人、非營利組織、貿易團體、宗教、慈善機構和其他團體都會施加相應的影響於那些它們可以得到並有利於它們事業的決定。自從文明時代以來，任何有組織的社會都會發生影響力之爭。無論是古代雅典、美第奇時期的佛羅倫薩、中國封建時代末期，還是現在的美國都如此。從某種意義上說，現代的說客類似於舊制度下的幸臣。如果說投票是民眾控制政府的一種方式，那遊說則是一種更具體且更有針對性的努力，因為它專注於範圍更小的問題。

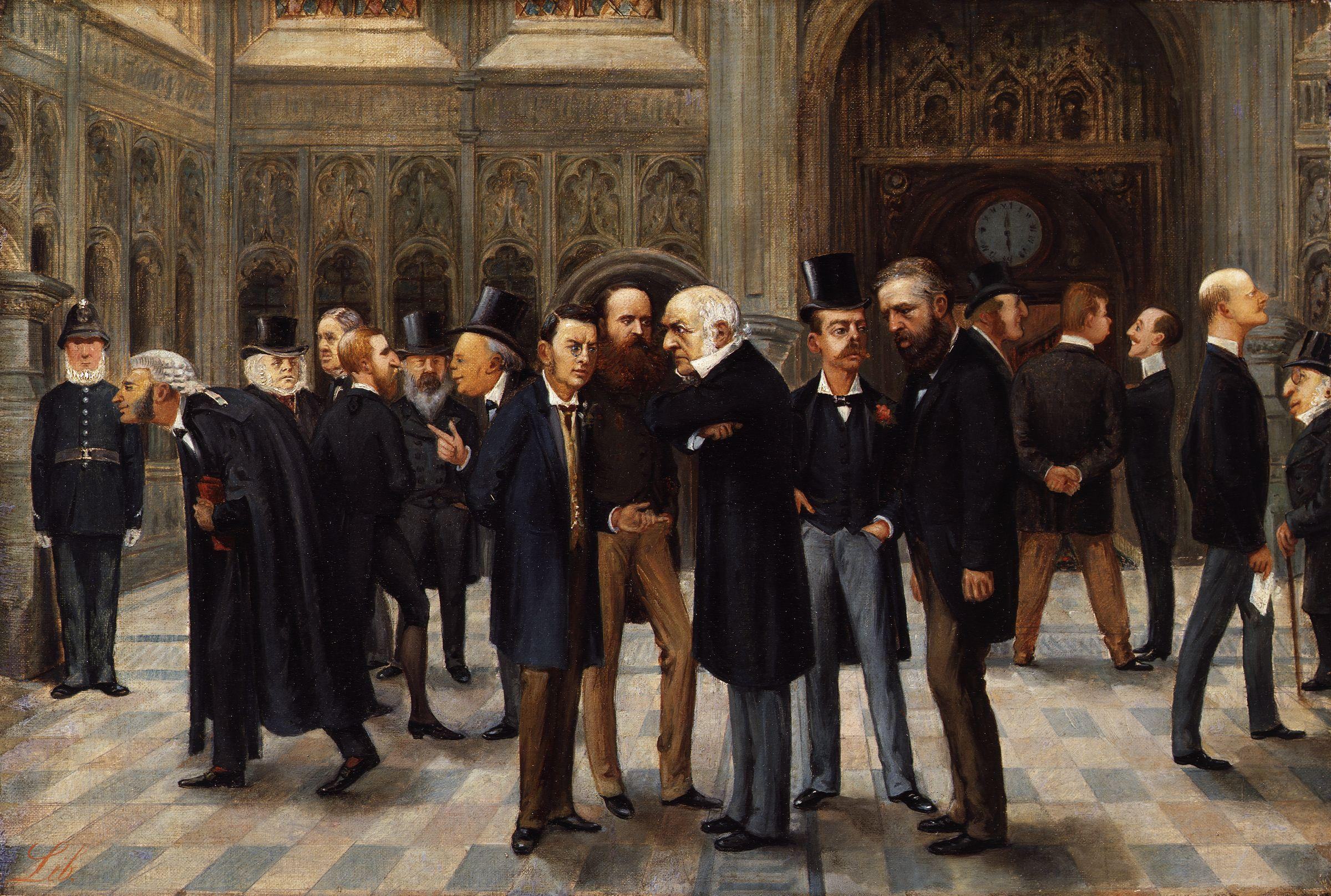
下議院大廳（利伯里奧·普羅斯佩里，1886年作品）

遊說在英語中又有“大廳”之意，這個詞語源自英國議會的建築結構，指的是在主廳之外一個中間有蓋的房間。一些推動議程的人士會在這裡與議員見面，他們則被轉喻為“說客”。儘管1890年的一個說法表明“遊說”一詞的應用來自美國，且這個詞語在英國用得並不多。 位於賓夕法尼亞大道1401號且距離白宮僅兩個街區的威拉德酒店（The Willard Hotel）宣稱“遊說”這個詞語起源於這裡，“尤利西斯·辛普森·格蘭特在威拉德酒店大廳裡推廣了這個詞語。當時他正坐在大廳裡享受白蘭地和雪茄卻常常受到自我推銷者的困擾，他將那些人稱為‘說客’。”
在日常生活中，遊說一次可以描述為各種各樣的活動。從一般意義上說，它意味著倡導、推廣或促進某項事業。從這個角度說，任何試圖影響任一有政治立場的人之行為都可以被稱為遊說；而在實際上，遊說這個詞在某些定義鬆散的時候也可以這麼使用。給國會議員寫信，甚至在政治會議上質疑候選人的人，都可以被解釋為說客。

## 關聯條目
| - 美國商會 - 美國遊說史 - 政治行動委員會 - 美國全國步槍協會 - 美利堅合眾國第二次製憲會議 - 美國退休者協會 - 《誠實領袖及透明政府法》 | - 以色列遊說集團 - 美國以色列公共事務委員會 - 美國離散政策 - 中國遊說團 - 土耳其遊說團 - 利比亞遊說團 - 沙特阿拉伯遊說團 | - 化石燃料業遊說團 - 佛羅里達註冊會計師協會 - 阿爾巴尼亞裔美國人公民聯盟 - 美國汽車協會 - 響應性政治中心 - 阿拉伯遊說團 - 傑克·艾布拉姆印第安人遊說醜聞 | - 傑瑞·劉易斯－洛厄里遊說事務所爭議 - 《1995年遊說公開法》 - 跟錢走 - 母親反酒駕組織 - 合眾國訴哈里斯案 - 全國現役及退休聯邦僱員協會 - 黑錢 |

### 出典
1. 1 2 3  Evangeline Marzec. . 休士頓紀事報.   [2021-08-30]. （原始内容存档于2022-03-20）.
2. ↑  Robert Reich. . Salon.com. 2015-06-09  [2021-08-30]. （原始内容存档于2021-08-30）. ...This second scandal is perfectly legal but it’s a growing menace ... the financial rewards from lobbying have mushroomed, as big corporations and giant Wall Street banks have sunk fortunes into rigging the game to their advantage....
3. ↑  Mike Masnick. . Techdirt（英语：Techdirt）. 2012-04-10  [2021-08-30]. （原始内容存档于2021-08-30）.
4. ↑  Martin Gilens; Benjamin I. Page. . Perspectives on Politics (Cambridge University Press). 2014-09-18, 12 (3): 564–581. ISSN 1541-0986. doi:10.1017/S1537592714001595.
5. ↑  Brad Plumer. . 華盛頓郵報. 2011-11-08  [2021-08-30]. （原始内容存档于2022-04-03）.
6. ↑  Lee Fang. . 國家. 2014-02-19  [2021-08-30]. （原始内容存档于2022-06-05）.
7. ↑  . 金融時報.   [2021-08-30]. （原始内容存档于2020-11-19）.
8. ↑  Jeff Bukhari. . 財富. 2017-03-09  [2021-08-30]. （原始内容存档于2021-02-01）.
9. ↑  Ronald J. Hrebenar; Bryson B. Morgan. . ABC-CLIO. 2009: XV  [2021-08-31]. ISBN 9781598841121.
10. ↑  John Joseph Lalor (编).  2. C. E. Merrill & Company. 1890: 78  [2021-08-31]. （原始内容存档于2021-08-31）.
11. ↑  . 威拉德酒店.   [2021-08-31]. （原始内容存档于2022-03-28）. It was in the Willard lobby that Ulysses S. Grant popularized the term “lobbyist.” Often bothered by self-promoters as he sat in the lobby and enjoyed his cigar and brandy, he referred to these individuals as “lobbyists.”

### 文獻
- Balogh, Brian. "CHAPTER NIN. E “Mirrors of Desires”: Interest Groups, Elections, and the Targeted Style in Twentieth-Century America." The Democratic Experiment. Princeton University Press, 2009. 222-249.

- Baumgartner, Frank R., and Beth L. Leech. "Basic Interests: The Importance of Groups in Politics and in Political Science." JOURNAL OF POLITICS 61 (1999): 844-844.

- i Vidal, Jordi Blanes, Mirko Draca, and Christian Fons-Rosen. "Revolving door lobbyists." The American Economic Review 102.7 (2012): 3731.

- Clemens, Elisabeth S. The people's lobby: Organizational innovation and the rise of interest group politics in the United States, 1890-1925. University of Chicago Press, 1997.

- Hansen, John Mark. Gaining access: Congress and the farm lobby, 1919-1981. University of Chicago Press, 1991.

- DiSalvo, Dan. "So Damn Much Money: The Triumph of Lobbying and the Corrosion of American Government." (2009): 54-56.

- Loomis, Christopher M. "The politics of uncertainty: lobbyists and propaganda in early twentieth-century America." Journal of Policy History 21.2 (2009): 187-213.

- Lux, Sean, T. Russell Crook, and David J. Woehr. "Mixing business with politics: A meta-analysis of the antecedents and outcomes of corporate political activity." Journal of management 37.1 (2011): 223-247.

- Stokes, Leah Cardamore. Short circuiting policy: Interest groups and the battle over clean energy and climate policy in the American States. Oxford University Press, USA, 2020.

- Thompson, Margaret Susan. "THE" SPIDER WEB": CONGRESS AND LOBBYING IN THE AGE OF GRANT." (1981): 4144-4144.

- Tichenor, Daniel J., and Richard A. Harris. "Organized interests and American political development." Political Science Quarterly 117.4 (2002): 587-612.

- Zelizer, Julian E. Arsenal of democracy: the politics of national security--from World War II to the War on Terrorism. Basic Books (AZ), 2010.

## 外部連接
- 遊說數據庫 （页面存档备份，存于）在響應性政治中心網站